# Pseudagrion torridum
Pseudagrion torridum là một loài chuồn chuồn kim thuộc họ Coenagrionidae. Loài này có ở Burkina Faso, Bờ Biển Ngà, Ai Cập, Ethiopia, Ghana, Guinea, Kenya, Mali, Nigeria, Senegal, Sudan, Tanzania, Uganda, và Zambia. Môi trường sống tự nhiên của chúng là hồ nước ngọt và đầm nước ngọt.